# Cabinet Adenauer II
 (janvier 2023).
Si vous disposez d'ouvrages ou d'articles de référence ou si vous connaissez des sites web de qualité traitant du thème abordé ici, merci de compléter l'article en donnant les références utiles à sa vérifiabilité et en les liant à la section « Notes et références ».
République fédérale d'Allemagne
Adenauer I Adenauer III
Le cabinet Adenauer II (en allemand : Kabinett Adenauer II) est le gouvernement fédéral de la République fédérale d'Allemagne entre le 20 octobre 1953 et le 29 octobre 1957, durant la deuxième législature du Bundestag.

## Historique du mandat
Dirigé par le chancelier fédéral chrétien-démocrate sortant Konrad Adenauer, ce gouvernement est constitué et soutenu par une coalition de droite entre l'Union chrétienne-démocrate d'Allemagne (CDU), l'Union chrétienne-sociale en Bavière (CSU), le Parti libéral-démocrate (FDP), le Bloc pan-allemand/Fédérations des réfugiés et expulsés (GB/BHE) et le Parti allemand (DP). Ensemble, ils disposent de 333 députés sur 487, soit 68,3 % des sièges du Bundestag.
Il est formé à la suite des élections législatives fédérales du 6 septembre 1953.
Il succède ainsi au cabinet Adenauer I, constitué et soutenu par une coalition de centre droit rassemblant la CDU/CSU, le FDP et le DP.

### Formation
Au cours du scrutin parlementaire, les chrétiens-démocrates s'affirment comme la première force politique ouest-allemande, totalisant 45,2 % des voix. Il ne leur manque que six sièges pour disposer de la majorité absolue. Bien que sa coalition reste nettement majoritaire, Adenauer décide de l'élargir au parti des réfugiés, ce qui lui octroie une solide majorité des deux tiers.
Proposé à l'investiture par le président fédéral Theodor Heuss le 9 octobre, il obtient 305 voix favorables, soit 61 de plus que la majorité constitutionnelle requise. Il ne présente son cabinet que 11 jours plus tard, qui voit notamment la création du ministère fédéral des Questions familiales et l'attribution d'un poste de ministre fédéral avec attributions spéciales à chaque parti de la coalition sauf le DP.
À l'occasion de l'élection présidentielle fédérale du 17 juillet 1954, la majorité parlementaire investit pour un second mandat le chef de l'État sortant. Ce dernier obtient aussi l'appui du Parti social-démocrate d'Allemagne (SPD), principale force de l'opposition, et s'impose dès le premier tour avec 85,6 % des voix à l'Assemblée fédérale.

### Évolution
Le remaniement du 6 juin 1955 constitue une évolution majeure dans le retour de l'Allemagne de l'Ouest vers la pleine souveraineté. Le président du groupe CDU/CSU au Bundestag Heinrich von Brentano prend la direction de la diplomatie, tandis que Theodor Blank est choisi comme le premier ministre fédéral de la Défense, ayant la charge de constituer une armée fédérale.
L'année 1956 est marquée par de profonds changements au sein de la coalition majoritaire. Au mois de mars, huit députés du GB/BHE, emmenés par les ministres fédéraux Kraft et Oberländer, quittent leur parti pour rejoindre la CDU. La formation passe dans l'opposition avec ses 19 parlementaires restants, faisant perdre au chancelier sa majorité qualifiée. En juin suivant, ce sont 17 députés fédéraux du FDP, sous l'impulsion de leur président de groupe August-Martin Euler, qui font scission et fondent le Parti populaire-libéral (FVP), auquel se rattachent les quatre ministres fédéraux libéraux-démocrates. Les 31 élus libéraux du Bundestag basculent à leur tour dans l'opposition. En conséquence de ces évolutions du rapport de force, Konrad Adenauer procède à un important remaniement ministériel le 16 octobre, qui réduit la place des libéraux et des anciens du parti des réfugiés.

### Succession
Les élections législatives fédérales du 15 septembre 1957 confirment la domination chrétienne-démocrate dans le pays : la CDU/CSU totalise plus de la moitié des suffrages et des sièges. Seul le DP est maintenu au gouvernement, le chancelier constituant ainsi le cabinet Adenauer III.

## Composition

### Initiale (20 octobre 1953)
- Les nouveaux ministres sont indiqués en gras, ceux ayant changé d'attributions en italique.

| Poste | Titulaire | Titulaire                                            | Parti  |
| --- | --------- | ---------------------------------------------------- | ------ |
| Chancelier fédéral Ministre fédéral des Affaires étrangères                                                                  |           | Konrad Adenauer                                      | CDU    |
| Vice-chancelier Ministre fédéral de la Coopération économique                                                                |           | Franz Blücher                                        | FDP    |
| Ministre fédéral de l'Intérieur                                                                                              |           | Gerhard Schröder                                     | CDU    |
| Ministre fédéral de la Justice                                                                                               |           | Fritz Neumayer                                       | FDP    |
| Ministre fédéral des Finances                                                                                                |           | Fritz Schäffer                                       | CSU    |
| Ministre fédéral de l'Économie                                                                                               |           | Ludwig Erhard                                        | Sans   |
| Ministre fédéral de l'Alimentation, de l'Agriculture et des Forêts                                                           |           | Heinrich Lübke                                       | CDU    |
| Ministre fédéral du Travail                                                                                                  |           | Anton Storch                                         | CDU    |
| Ministre fédéral des Transports                                                                                              |           | Hans-Christoph Seebohm                               | DP     |
| Ministre fédéral des Postes et des Télécommunications                                                                        |           | Hans Schuberth (jusqu'au 09/12/1953) Siegfried Balke | CSU    |
| Ministre fédéral du Logement                                                                                                 |           | Victor-Emanuel Preusker                              | FDP    |
| Ministre fédéral des Affaires des expulsés Ministre fédéral des Expulsés, des Réfugiés et des Blessés de guerre (01/02/1954) |           | Theodor Oberländer                                   | GB/BHE |
| Ministre fédéral des Questions pan-allemandes                                                                                |           | Jakob Kaiser                                         | CDU    |
| Ministre fédéral des Affaires du Bundesrat                                                                                   |           | Heinrich Hellwege                                    | DP     |
| Ministre fédéral des Questions familiales                                                                                    |           | Franz-Josef Wuermeling                               | CDU    |
| Ministre fédéral avec attributions spéciales                                                                                 |           | Robert Tillmanns                                     | CDU    |
| Ministre fédéral avec attributions spéciales                                                                                 |           | Waldemar Kraft                                       | GB/BHE |
| Ministre fédéral avec attributions spéciales                                                                                 |           | Hermann Schäfer                                      | FDP    |
| Ministre fédéral avec attributions spéciales                                                                                 |           | Franz Josef Strauß                                   | CSU    |

### Remaniement du 6 juin 1955
- Les nouveaux ministres sont indiqués en gras, ceux ayant changé d'attributions en italique.

| Poste                                                                | Titulaire | Titulaire                                                                                 | Parti  |
| -------------------------------------------------------------------- | --------- | ----------------------------------------------------------------------------------------- | ------ |
| Chancelier fédéral                                                   |           | Konrad Adenauer                                                                           | CDU    |
| Vice-chancelier Ministre fédéral de la Coopération économique        |           | Franz Blücher                                                                             | FDP    |
| Ministre fédéral des Affaires étrangères                             |           | Heinrich von Brentano                                                                     | CDU    |
| Ministre fédéral de l'Intérieur                                      |           | Gerhard Schröder                                                                          | CDU    |
| Ministre fédéral de la Justice                                       |           | Fritz Neumayer                                                                            | FDP    |
| Ministre fédéral des Finances                                        |           | Fritz Schäffer                                                                            | CSU    |
| Ministre fédéral de l'Économie                                       |           | Ludwig Erhard                                                                             | Sans   |
| Ministre fédéral de l'Alimentation, de l'Agriculture et des Forêts   |           | Heinrich Lübke                                                                            | CDU    |
| Ministre fédéral du Travail                                          |           | Anton Storch                                                                              | CDU    |
| Ministre fédéral de la Défense                                       |           | Theodor Blank                                                                             | CDU    |
| Ministre fédéral des Transports                                      |           | Hans-Christoph Seebohm                                                                    | DP     |
| Ministre fédéral des Postes et des Télécommunications                |           | Siegfried Balke                                                                           | CSU    |
| Ministre fédéral du Logement                                         |           | Victor-Emanuel Preusker                                                                   | FDP    |
| Ministre fédéral des Expulsés, des Réfugiés et des Blessés de guerre |           | Theodor Oberländer                                                                        | GB/BHE |
| Ministre fédéral des Questions pan-allemandes                        |           | Jakob Kaiser                                                                              | CDU    |
| Ministre fédéral des Affaires du Bundesrat                           |           | Heinrich Hellwege (jusqu'au 26/05/1955) Hans-Joachim von Merkatz (à partir du 08/06/1955) | DP     |
| Ministre fédéral des Questions nucléaires                            |           | Franz Josef Strauß (à partir du 20/10/1955)                                               | CSU    |
| Ministre fédéral des Questions familiales                            |           | Franz-Josef Wuermeling                                                                    | CDU    |
| Ministre fédéral avec attributions spéciales                         |           | Robert Tillmanns (mort le 12/11/1955)                                                     | CDU    |
| Ministre fédéral avec attributions spéciales                         |           | Waldemar Kraft                                                                            | GB/BHE |
| Ministre fédéral avec attributions spéciales                         |           | Hermann Schäfer                                                                           | FDP    |
| Ministre fédéral avec attributions spéciales                         |           | Franz Josef Strauß (jusqu'au 12/10/1955)                                                  | CSU    |

### Remaniement du 16 octobre 1956
- Les nouveaux ministres sont indiqués en gras, ceux ayant changé d'attributions en italique.

| Poste                                                                     | Titulaire | Titulaire                             | Parti |
| ------------------------------------------------------------------------- | --------- | ------------------------------------- | ----- |
| Chancelier fédéral                                                        |           | Konrad Adenauer                       | CDU   |
| Vice-chancelier Ministre fédéral de la Coopération économique             |           | Franz Blücher                         | FVP   |
| Ministre fédéral des Affaires étrangères                                  |           | Heinrich von Brentano                 | CDU   |
| Ministre fédéral de l'Intérieur                                           |           | Gerhard Schröder                      | CDU   |
| Ministre fédéral de la Justice Ministre fédéral des Affaires du Bundesrat |           | Hans-Joachim von Merkatz              | DP    |
| Ministre fédéral des Finances                                             |           | Fritz Schäffer                        | CSU   |
| Ministre fédéral de l'Économie                                            |           | Ludwig Erhard                         | Sans  |
| Ministre fédéral de l'Alimentation, de l'Agriculture et des Forêts        |           | Heinrich Lübke                        | CDU   |
| Ministre fédéral du Travail                                               |           | Anton Storch                          | CDU   |
| Ministre fédéral de la Défense                                            |           | Franz Josef Strauß                    | CSU   |
| Ministre fédéral des Transports                                           |           | Hans-Christoph Seebohm                | DP    |
| Ministre fédéral des Postes et des Télécommunications                     |           | Ernst Lemmer (à partir du 15/11/1956) | CDU   |
| Ministre fédéral du Logement                                              |           | Victor-Emanuel Preusker               | FVP   |
| Ministre fédéral des Expulsés, des Réfugiés et des Blessés de guerre      |           | Theodor Oberländer                    | CDU   |
| Ministre fédéral des Questions pan-allemandes                             |           | Jakob Kaiser                          | CDU   |
| Ministre fédéral des Questions nucléaires                                 |           | Siegfried Balke                       | CSU   |
| Ministre fédéral des Questions familiales                                 |           | Franz-Josef Wuermeling                | CDU   |